# 長谷川聖 (バスケットボール)
長谷川 聖（はせがわ しょう、1981年11月17日 - ）は、青森県出身のプロバスケットボール選手である。ポジションはフォワード。194cm、85kg。

## 来歴
鰺ヶ沢高校でバスケットボールを本格的に始め、青森大学に進学し活躍。
卒業後は母校の鯵ヶ沢第一中学校で校務員として働きながら同中バスケットボール部を指導。一方で鶴田クラブにて選手として所属。クラブ選手権ベスト8となり、2004年埼玉国体にも出場した。
2005年、bjリーグが発足すると、トライアウトを受験し、埼玉ブロンコスにドラフト外で入団。
2007年、JBL2の栃木ブレックスに移籍。
2008年、JBLのリンク栃木ブレックスに所属。
2009年、リンク栃木ブレックス退団。地元青森に戻り鶴田クラブに再び所属。
2011年、大塚商会アルファーズに移籍。
2013年、3x3男子日本代表として第1回FIBA 3x3世界選手権に出場
2018年、Bリーグ参入を目指すトライフープ岡山に所属。

## 経歴
- 鰺ヶ沢高校 - 青森大学 - 鶴田クラブ - 埼玉 - リンク栃木（2007年〜2009年）－ 鶴田クラブ - 大塚商会（2011年～2018年） - トライフープ岡山（2018年～）
- 3x3日本代表（2013年） - BREX.EXE（2015年） - YOKOHAMA CITY.EXE（2016年） - TRYHOOP OKAYAMA.EXE（2017年～）